# تشهرة برق
تشهرة برق هي قرية في مقاطعة نير، إيران. عدد سكان هذه القرية هو 75 في سنة 2006.